# Лагуна-Віста (Техас)
Лагуна-Віста (англ. Laguna Vista) — місто (англ. town) в США, в окрузі Камерон штату Техас. Населення — 3520 осіб (2020).

## Географія
Лагуна-Віста розташована за координатами 26°6′26″ пн. ш. 97°18′7″ зх. д. / 26.10722° пн. ш. 97.30194° зх. д. (26.107132, -97.301895).  За даними Бюро перепису населення США в 2010 році місто мало площу 5,74 км², з яких 5,73 км² — суходіл та 0,02 км² — водойми. В 2017 році площа становила 12,82 км², з яких 12,50 км² — суходіл та 0,31 км² — водойми.

## Демографія
Згідно з переписом 2010 року, у місті мешкало 3117 осіб у 1263 домогосподарствах у складі 939 родин. Густота населення становила 543 особи/км².  Було 1737 помешкань (302/км²).
Расовий склад населення:
| - 90,6 % — білих - 0,6 % — азіатів - 0,4 % — корінних американців - 0,4 % — чорних або афроамериканців - 6,1 % — осіб інших рас |

До двох чи більше рас належало 1,8 %. Частка іспаномовних становила 44,2 % від усіх жителів.
За віковим діапазоном населення розподілялося таким чином: 20,9 % — особи молодші 18 років, 59,5 % — особи у віці 18—64 років, 19,6 % — особи у віці 65 років та старші. Медіана віку мешканця становила 45,9 року. На 100 осіб жіночої статі у місті припадало 94,1 чоловіків;  на 100 жінок у віці від 18 років та старших — 91,5 чоловіків також старших 18 років.
Середній дохід на одне домашнє господарство  становив 72 382 долари США (медіана — 54 531), а середній дохід на одну сім'ю — 76 117 доларів (медіана — 65 337). Медіана доходів становила 32 708 доларів для чоловіків та 43 875 доларів для жінок. За межею бідності перебувало 22,7 % осіб, у тому числі 37,7 % дітей у віці до 18 років та 1,3 % осіб у віці 65 років та старших.
Цивільне працевлаштоване населення становило 1205 осіб. Основні галузі зайнятості: освіта, охорона здоров'я та соціальна допомога — 26,4 %, науковці, спеціалісти, менеджери — 15,4 %, роздрібна торгівля — 13,9 %.